# Liste deutsch-portugiesischer Städte- und Gemeindepartnerschaften
Dies ist eine Liste von Städte- und Gemeindepartnerschaften zwischen Deutschland und Portugal.
25 portugiesische und deutsche Kommunen sind freundschaftlich verbunden. Die Stadt Leimen (Baden) unterhält mit zwei portugiesischen Orten Partnerschaften, mit Mafra und Castanheira de Pera, während die Stadt Ansião mit zwei deutschen Orten befreundet ist, mit Erbach (Odenwald) und Königsee. Zudem unterhielt Magdeburg eine Partnerschaft mit Setúbal, die jedoch 1996 aufgelöst wurde, nach einem Ratsbeschluss der Stadt Magdeburg zur Beendigung einer Vielzahl Städtepartnerschaften.
Die erste deutsch-portugiesische Städtepartnerschaft wurde nach der Nelkenrevolution von 1974 geschlossen. Die traditionsreichen Universitätsstädte Halle (DDR) und Coimbra gingen dabei 1976 eine erste Partnerschaft ein. Die jüngste Verbindung besteht seit Mai 2019 mit der Partnerschaft zwischen Bad Liebenzell und Lourinhã.

## Liste der Städtepartnerschaften und -freundschaften
| Deutsche Gemeinde | Bundesland          | Kreis/Gemeinde in Portugal | Distrikt                | seit |
| ----------------- | ------------------- | -------------------------- | ----------------------- | ---- |
| Altötting         | Bayern              | Fátima                     | Santarém                | 1996 |
| Bad Kötzting      | Bayern              | Sesimbra                   | Setúbal                 | 1989 |
| Bad Liebenzell    | Baden-Württemberg   | Lourinhã                   | Lissabon                | 2019 |
| Bretten           | Baden-Württemberg   | Condeixa-a-Nova            | Coimbra                 | 1985 |
| Cuxhaven          | Niedersachsen       | Ílhavo                     | Aveiro                  | 2002 |
| Erbach (Odenwald) | Hessen              | Ansião                     | Leiria                  | 1992 |
| Eschborn          | Hessen              | Póvoa de Varzim            | Porto                   | 2010 |
| Friedberg         | Hessen              | Entroncamento              | Santarém                | 2018 |
| Groß-Umstadt      | Hessen              | Santo Tirso                | Porto                   | 1988 |
| Halle (Saale)     | Sachsen-Anhalt      | Coimbra                    | Coimbra                 | 1976 |
| Hepstedt          | Niedersachsen       | Samuel                     | Coimbra                 | 1989 |
| Jena              | Thüringen           | Porto                      | Porto                   | 1984 |
| Kaiserslautern    | Rheinland-Pfalz     | Guimarães                  | Braga                   | 2000 |
| Königsee          | Thüringen           | Ansião                     | Leiria                  | 2000 |
| Kürnach           | Bayern              | Aljezur                    | Faro                    | 1987 |
| Leichlingen       | Nordrhein-Westfalen | Funchal                    | Autonome Region Madeira | 1996 |
| Leimen            | Baden-Württemberg   | Mafra                      | Lissabon                | 1990 |
| Leimen            | Baden-Württemberg   | Castanheira de Pera        | Leiria                  | 1993 |
| Lohmar            | Nordrhein-Westfalen | Vila Verde                 | Braga                   | 1986 |
| Rhein-Kreis Neuss | Nordrhein-Westfalen | Grândola                   | Setúbal                 | 1996 |
| Osnabrück         | Niedersachsen       | Vila Real                  | Vila Real               | 2005 |
| Rheine            | Nordrhein-Westfalen | Leiria                     | Leiria                  | 1996 |
| Siegburg          | Nordrhein-Westfalen | Guarda                     | Guarda                  | 1985 |
| Speyer            | Rheinland-Pfalz     | Évora                      | Évora                   | 2003 |
| Weinstadt         | Baden-Württemberg   | Abrantes                   | Santarém                | 1985 |
| Wiesloch          | Baden-Württemberg   | Amarante                   | Porto                   | 2003 |

## Anbahnungen
Eine Reihe Gespräche zur Begründung weiterer Partnerschaften und Freundschaften zwischen deutschen und portugiesischen Kommunen sind bekannt geworden,  kamen jedoch nicht zum Abschluss oder sind weiter schwebend (Stand März 2016). Dazu gehören:
| Deutsche Gemeinde | Bundesland             | Kreis/Gemeinde in Portugal | Distrikt | Bekannt seit |
| ----------------- | ---------------------- | -------------------------- | -------- | ------------ |
| Bernburg (Saale)  | Sachsen-Anhalt         | Leiria                     | Leiria   | 2003         |
| Diedorf           | Bayern                 | Évora                      | Évora    | 2000         |
| Dienheim          | Rheinland-Pfalz        | Soure                      | Coimbra  | 1994         |
| Geesthacht        | Schleswig-Holstein     | Baixa da Banheira          | Setúbal  | 1994         |
| Grevesmühlen      | Mecklenburg-Vorpommern | Loures                     | Lissabon | 2014         |
| Hungen            | Hessen                 | Vila Nova de Poiares       | Coimbra  | 2000         |
| Köln              | Nordrhein-Westfalen    | Évora                      | Évora    | 1993         |
| Oberkirch         | Baden-Württemberg      | Esmoriz                    | Aveiro   | 1995         |
| Ochtrup           | Nordrhein-Westfalen    | Seia                       | Guarda   | 1993         |
| Ravensburg        | Baden-Württemberg      | Góis                       | Coimbra  | 2000         |